# Collision Course
Collision Course (с англ. — «Траектория столкновения») — совместный мини-альбом рэпера Jay-Z и рок-группы Linkin Park, выпущенный 30 ноября 2004 года в двух версиях: на CD и DVD. После выпуска достиг первого места в чарте Billboard 200. В августе 2009 года продажи альбома только в США достигли 1 934 000 экземпляров. По всему миру было продано около пяти миллионов экземпляров.

## Об альбоме
Collision Course содержит шесть треков общей продолжительностью 21:18 и был отмечен как мини-альбом. Все треки в альбоме представлены в жанре мэшап.
DVD-релиз содержит:
- фильм о создании альбома,
- запись выступления группы в The Roxy Theatre 18 июля 2004 года,
- пять отрывков из концерта MTV Ultimate Mash-Ups,
- галерею фотографий.

Первый сингл с альбома под названием «Numb/Encore» сразу достиг высоких позиций в чартах и удерживал их около полугода. Вторым синглом стал трек «Points of Authority/99 Problems/One Step Closer», выпущенный для ротации на радиостанциях США и не принимавший участия в Billboard Charts. Видеоклипы к обеим композициям, а также клип «Jigga What/Faint» были показаны на Kerrang! TV в Великобритании.
Фактически это второй мини-альбом в истории (после Jar of Flies группы Alice in Chains 1994 года), попавший на первое место в чарте Billboard 200.

## История создания
Намерение записать мэшап-альбома совместно с Jay-Z было озвучено Майком Шинодой в 2004 году во время вручения премии «Грэмми».
Во время микширования альбома связь между Шинодой и Jay-Z поддерживалась по электронной почте. По словам Майка, они хотели переделать и переписать некоторые фрагменты песен, чтобы улучшить звучание: «Мы с Джеем поняли, что лучше перепеть рэп-вокал, если ты собираешься делать это под новый бит, потому что меняется атмосфера, и тебе приходится преподносить свой куплет немного по-другому». Шинода предложил своим соратникам по группе перезаписать инструментальные версии и вокал треков, присутствующих на мэш-апе, и в конце концов обе стороны (и Jay-Z, и Linkin Park) решили переделать и выпустить заново записанные треки.
Через год после выпуска Collision Course Jay-Z стал исполнительным продюсером сольного проекта Майка Шиноды Fort Minor, в частности при записи его дебютного альбома The Rising Tied.
Помимо обычной версии, альбом был выпущен и в цензурированной версии.

## Цензура
Во второй версии альбома цензуре подверглась ненормативная лексика, а также несколько грубых, но не «матерных» выражений. Слова ass, hoe и bitch не были цензурованы. «Izzo/In the End» — единственный трек, который не подвергся цензуре.

## Список композиций
| №  | Название                                          | Автор(ы) | Длительность |
| -- | ------------------------------------------------- | --- | ------------ |
| 1. | «Dirt Off Your Shoulder/Lying from You»           | Jay-Z, Т. Мосли, Linkin Park                                                                                            | 4:05         |
| 2. | «Big Pimpin’/Papercut»                            | Jay-Z, Т. Мосли, К. Джошуа, Linkin Park                                                                                 | 2:36         |
| 3. | «Jigga What/Faint»                                | Jay-Z, Т. Мосли, Linkin Park                                                                                            | 3:38         |
| 4. | «Numb/Encore»                                     | Linkin Park, Jay-Z, Канье Уэст                                                                                          | 3:25         |
| 5. | «Izzo/In the End»                                 | Jay-Z, Канье Уэст, Б. Горди, А. Мицелл, Ф. Перрен, Д. Ричардс, Linkin Park                                              | 2:45         |
| 6. | «Points of Authority/99 Problems/One Step Closer» | Linkin Park, Jay-Z, Р. Рубин, Н. Лендсберг, Ф. Паппаларди, Дж. Вентура, Л. Вайнштейн, Б. Сквир, Т. Мэрроу, А. Хендерсон | 4:56         |

### Дополнительный контент CD
1. «Ссылки на бонусный контент»
2. «Фотографии»

### Список композиций на DVD
1. «The Once-In-A-Lifetime Performance — Документальный»
2. «Живые выступления»:
  - Dirt Off Your Shoulder/Lying from You
  - Big Pimpin’/Papercut
  - Jigga What/Faint
  - Numb/Encore
  - Izzo/In The End
  - Points of Authority/99 Problems/One Step Closer
3. «Специальные дополнения»:
  - «MTV Ultimate Mash-Ups»
  - «Фото-галерея»
  - «5.1 Surround Sound»

## Участники записи
| Linkin Park - Честер Беннингтон — вокал - Роб Бурдон — ударные - Брэд Делсон — гитары - Джо Хан — запись, пластинки, семплирование - Дэвид Фаррелл — бас - Майк Шинода — вокал, биты, фортепиано; гитара (3) Jay-Z - Jay-Z — вокал Производство - Спродюсировано и смикшировано Майком Шинодой - Аранжировка Бреда Делсона и Майка Шиноды - Инжиниринг Майка Шиноды, Джона Эвинга и Марка Кисцула - Мастеринг Брайана «Big Bass» Гарднера, Bernie Grundman Mastering - Исполнительные продюсеры: Шон Картер и Linkin Park - A&R: Том Вэйли - Координация A&R для Warner Bros. Records: Мерни Кэмирон - Директор по маркетингу: Питер Стендиш - Координатор A&R: Майкл «Stick» Стефрин - Производственный координатор: Райан ДеМарти - Очищение семплов: Эрик Вейссман для Sample Clearance Limited - Исполнительные продюсеры: Роб МакДермотт и Джон Минейли - Креативный директор Warner Bros. Records: Элен Уакаяма - Художественные директора проекта: THE FLEM и Mike Shinoda - Дизайн: THE FLEM - Дизайн обложки и иллюстрирование: Дэвид Чо - Дизайн Digipak и буклета: Лоуренс Ацеррад для LAD - Фотография: Грег Вотерманн | - Режиссёр: Кимо Проудфут - Продюсер: Мэтт Калтебьяно - Монтаж: Кевин МакКалоу - Запись звука: Гай Чарбоне - Сведение звука: Майк Шинода - Исполнительный продюсер: Джанет Хеэйс - Глава производства: Джоби Бернхарт - Post production supervisor: Jason Cohon - For Sunset Editorial: Nazeli Kodjoian, Sin Halina Sy - Additional footage produced by Lenny Santiago - 5.1 mixed of Roxy Performance - DVD post producer: David May - Associate producer: Raena Winscott - Menu design: Sean Donelly - 5.1 mix producer: David May - 5.1 mix engineer: Ted Hall - Assistant engineer: Bruce Balestier - Сведение звука: Mix Magic - Колорист: Dave Hussey - Title graphics: Carlos - Authoring: Cinram - Live performance filmed July 18, 2004 at The Roxy Theatre, West Hollywood, CA - Original concept by Michele Megan Dix & Jesse Ignjatovic |

## Сет-лист выступления в Roxy

### Первая часть
1. Intro/Don’t Stay
2. Somewhere I Belong
3. Hip-Hop Medley (Step Up/Nobody’s Listening/It’s Goin' Down) **
4. Breaking the Habit
5. From the Inside
6. Dirt Off Your Shoulder/Lying from You
7. Big Pimpin'/Papercut
8. Jigga What/Faint
9. Numb/Encore *
10. Izzo/In the End
11. Points of Authority/99 Problems/One Step Closer

### Вторая часть
1. Dirt Off Your Shoulder/Lying from You *
2. Big Pimpin'/Papercut *
3. Jigga What/Faint *
4. Numb/Encore
5. Izzo/In the End *
6. Points of Authority/99 Problems/One Step Closer *

* — композиции, вошедшие в DVD. 

** — композиция, вошедшая в альбом «LP Underground 4.0».

## Позиции в чартах
| Чарт (2004—2005)                      | Макс. позиция |
| ------------------------------------- | ------------- |
| Swedish Albums Chart                  | 9             |
| Canadian Albums Chart                 | 6             |
| U.S. Billboard 200                    | 1             |
| U.S. Billboard Top R&B/Hip-Hop Albums | 3             |
| U.S. Billboard Top Rap Albums         | 3             |
| UK Albums Chart                       | 15            |